# Хазормечь
Хазормечь (Хазыр-Меч, Хазормеч, Газнок, Казнок тадж. Ҳазормеш) — река, протекающая по территории Айнинского района Согдийской области Таджикистана в районе Фанских гор. Впадает в озеро Искандеркуль (бассейн Зеравшана).
Длина — 16. Площадь водосбора — 172 км². Средневзвешенная высота водосбора — 3660 м. Среднеквадратичное отклонение — 460 м. Среднесуточный расход воды — 17,9 м³/с (место измерения станция Летовка).

## География
Согласно данным справочника «Ресурсы поверхностных вод СССР» (1971) изреженная растительность и полупустынные зоны занимают 12,0 % от общей площади бассейна Хазормечь, 17,0 % скалистые обнажения, осыпи, ледники и фирновые поля. Густой травяной покров, субальпийские и альпийские луга занимают 6,0 %, леса, заросли кустарника и редколесье — 65,0 %. Площадь бассейна с преобладанием горных пород делится следующим образом:
1. Галечники и пески — 5 %
2. Карбонаты, глины, мергели, известняки, доломиты, соли — 35 %
3. Интрузивы, эффузивы, метаморфические — 60,0 %

## Гидрография
Количество рек протяжённостью менее 10 км расположенных в бассейне Хазормечь — 22, их общая длина составляет 55 км.
Коэффициент внутригодового стока — 2,78. Месяц с наибольшим стоком — июль. 65 % от годового стока приходится на период с июля по сентябрь. Тип питания — ледниково-снеговое.
Хазормечь входит в I группу рек с весенним лимитирующим сезоном. В таблице приведены следующие характеристики стока реки (место измерения станция Летовка).
| Водность года    | Месячный сток (%) | Месячный сток (%) | Месячный сток (%) | Месячный сток (%) | Месячный сток (%) | Месячный сток (%) | Месячный сток (%) | Месячный сток (%) | Месячный сток (%) | Месячный сток (%) | Месячный сток (%) | Месячный сток (%) | Сезонный сток (%) | Сезонный сток (%) | Сезонный сток (%)  |
| Водность года    | I                 | II                | III               | IV                | V                 | VI                | VII               | VIII              | IX                | X                 | XI                | XII               | Весна (IV—VII)    | Лето (VIII—IX)    | Зима-лето (X—III)! |
| ---------------- | ----------------- | ----------------- | ----------------- | ----------------- | ----------------- | ----------------- | ----------------- | ----------------- | ----------------- | ----------------- | ----------------- | ----------------- | ----------------- | ----------------- | ------------------ |
| Многоводный      | 1,6               | 1,4               | 1,3               | 1,5               | 4,9               | 16,7              | 29,5              | 24,0              | 10,9              | 3,8               | 2,4               | 2,0               | 86,0              | 11,2              | 2,8                |
| Средний          | 1,5               | 1,3               | 1,2               | 1,4               | 5,0               | 16,9              | 29,9              | 24,3              | 11,0              | 3,5               | 2,2               | 1,8               | 87,1              | 10,3              | 2,6                |
| Маловодный       | 1,3               | 1,1               | 1,1               | 1,4               | 5,0               | 17,1              | 30,2              | 24,6              | 11,2              | 3,3               | 2,0               | 1,7               | 88,1              | 9,4               | 2,5                |
| Очень маловодный | 1,2               | 1,1               | 1,0               | 1,2               | 5,1               | 17,4              | 30,7              | 25,0              | 11,4              | 2,8               | 1,7               | 1,4               | 89,6              | 8,2               | 2,2                |

### Комментарии
1. ↑  отношение величины стока за период июль-сентябрь к величине стока за период март-июнь